# Claus Bugge Hansen
 Der er for få eller ingen kildehenvisninger i denne artikel, hvilket er et problem. Du kan hjælpe ved at angive troværdige kilder til de påstande, som fremføres i artiklen.

Claus Bugge Hansen (født 1970) er en dansk langdistanceløber, der løber for Odense atletik.

## Personlige Rekorder
- 5.000 m 14.11,8 (2003)
- 10.000 m 29.16,63 (2003)
- Halvmaraton 1.04,32 (2005)

## Karriere
- Guld i 2003 ved NM på 10.000 m med tiden 29:16.63